# A szurámi vár legendája

A szurámi vár legendája, (grúzul: ამბავი სურამის ციხისა; oroszul: Легенда о Сурамской крепости) Szergej Paradzsanov és Dodo Abasidze közös rendezésű filmje.  Írta Vazsa Gigasvili, fényképezte Jurij Klimenko. 1984-ben mutatták be. A filmben nyomon követhető egy középkori monda: semmilyen emberi erőfeszítés sem képes felépíteni a szurámi várat, emberáldozatra van szükség ahhoz, hogy a falak a magasba emelkedjenek.

## Történet
Szergej Paradzsanov filmköltészete senki más művészetéhez nem hasonlítható filmjei gyönyörűen megkomponált színes albumok. Paradzsanov a szépség ábrázolására törekedett, minden mást ennek a szempontnak rendelt alá. Ebben a filmben is a kosztümök csodálatos színekben pompáznak, az egész film színvilága erőteljes. A helyszínt a természetes környezet adja, díszletre nincs szükség.
A film bevezetőjében az alkotók az ősi legenda mondandóját szélesebben értelmezik: a filmet azoknak a grúz katonáknak szentelik, akik életüket adták a hazájukért.
A film fejezetekből épül fel, mindegyik elején egy-egy jelkép teremti meg a hangulatot. A kecskeszarvból készült kürt megfújásra vár, ez például azt jelenti kezdődik a mesélés. A galambpár, a vörös szalag és a bor pedig az esküvőt vetíti előre.
A cselekmény két fő szálon fut, amelyek néha kereszteződnek. A fő szál a szurámi vár építése körül fonódik. A grúz népnek kell felépítenie ezt a várat, hogy megvédje a hazát a betolakodók ellen. Két emberöltőn át folyik a hiábavaló munka, míg egy jósnő elmondja, hogy csak önkéntes emberáldozat segíthet. Az ifjú Zurab vállalja a befalaztatást, s ahogy eltűnik a kövek között, szinte szentté magasztosul. A filmben keverednek a pogány szertartás elemei a keresztényi szellemmel. Ez utóbbi különösen a film második cselekményszálát hatja át, amelyben egy öreg vándor ifjúkori bűneiért vezekel és nyer végül feloldozást.
A film cselekménye tele van földi szenvedélyekkel, és az örök dolgok, mint az élet és halál, a jó és a rossz, a szeretet és a gyűlölet ádáz küzdelmét mutatja be. A vár falába befalazott jóképű fiatalember nemcsak az erőd erejének záloga, hanem a nemzet megingathatatlan lelki oszlopa és hatalmas nemzeti szellem, amely a grúzokat a mai napig fenntartja.

## Szereplők
- Veriko Andzsaparidze – Gadalka
- Dodo Abasidze – Oszmán Aga
- Szofiko Csiaureli – Vardo
- Duduhana Cerodze
- Tamar Cicisvili
- Givi Tohadze
- Abesalom Loria
- Zurab Kipsidze – Durmishan
- Levan Ucsaneisvili – Zurab
- Mzia Arabuli
- Nodar Dugladze
- Lela Alibegasvili
- Tamaz Danelia
- Gia (Giorgi) Burdzsanadze
- Gera Gudzsedzsiani
- Paata Baratasvili
- V. Mdoiani
- Malhaz Gurgenasvili
- Manana Chovrebova
- Gari Ambarcumov
- V. Chitiasvili
- C. Abaisvili
- C. Tugush
- V. Kirilenko
- Elene Kipsidze
- Olja Dzsaniasvili
- O. Didebulidze
- H. Ardzsanov
- L. Ardzsanov
- Nino Cseidze
- S. Szantonin

## Díjak
- Sitges Nemzetközi Filmfesztivál , Spanyolország  . A legjobb rendező fődíja ( 1986 )
- Rotterdami Filmfesztivál díja, Hollandia  . ( 1986 )
- Besançon Nemzetközi Filmfesztivál , Franciaország  . A legjobb hangközvetítés díja ( 1986 )
- Sao Paulói Nemzetközi Filmfesztivál , Brazília  . Kritikusok díja ( 1987 )